# Hosahudya, Srinivaspur
Hosahudya là một làng thuộc tehsil Srinivaspur, huyện Kolar, bang Karnataka, Ấn Độ.